# Miguel Gomes (escritor)
Miguel Gomes (Caracas, Distrito Federal, Venezuela, 1964) es un autor, crítico literario y docente venezolano. Ha desarrollado paralelamente una obra como cuentista y novelista y una carrera como investigador literario. Además de sus volúmenes de narrativa y de crítica, sus artículos y ensayos han aparecido en revistas tales como Hispanic Review, Revista Iberoamericana, Revista de Estudios Hispánicos, Vuelta y Letras Libres.

## Carrera
Realizó sus estudios de pregrado en la Universidad Central de Venezuela y la Universidad de Coímbra, en Portugal. En 1989 se traslada a los Estados Unidos para estudiar un doctorado en la Universidad de Stony Brook de Nueva York. En 1993 empieza a impartir sus primeras clases de posgrado de Literatura Hispánica y Literatura comparada en la Universidad de Connecticut, estado de cuya Academia de las Artes y Ciencias es miembro (desde 2009). En el año de 1996 pública Poéticas del ensayo venezolano del siglo XX; a este estudio le seguirán Los géneros literarios en Hispanoamérica (1999) y Horas de crítica (2002). Asimismo ha sido autor de siete volúmenes de relatos, cuentos y novelas breves, entre ellos: Un Fantasma Portugués (2004), Viviana y otras historias del cuerpo (2006), Viudos, sirenas y libertinos (2008). Ha sido galardonado con el Premio Municipal de Narrativa de Caracas y en sendas ocasiones con el primer lugar en el Concurso de Cuentos de El Nacional.

## Estilo
Por medio de voces narrativas diversas intrelazadas, Gomes emplea multitud de perspectivas culturales para generar una visión totalizante de la contemporaneidad, haciendo alusión a la melancolía, las crisis de pareja, los ataques de ansiedad y nostalgia, lo mismo que una fijación  por el pasado donde se prefiguran las inquietudes de su tiempo.
En sus textos narrativos, los personajes que han extraviado sus raíces debido al deterioro contextual suelen abordar dicha orfandad y encontrar refugio en el arte, la música o la literatura; el arte se convierte en una suerte de segundo hogar que protege a sus personajes mientras se aventuran hacia la extranjería.
Al mismo tiempo su labor investigativa se ha concentrado, entre otras cosas, en resaltar la calidad estética de la narrativa venezolana lo mismo que sus carencias editoriales, señalando como fundamentales nombres como los de Juan Carlos Méndez Guédez, Alberto Barrera Tyszka, Antonio López Ortega, Óscar Marcano, Juan Carlos Chirinos, Ana Teresa Torres, entre otros. Señala la variedad de proyectos y propuestas, haciendo alusión a la importancia que los autores les otorgan a los temas comunes de la actualidad del país (aunque con abordajes disimiles y rastreando problemas personales). «Venezuela ha sido un país tan disfuncional que sus problemas están y seguirán estando presentes en todos los autores, con la salvedad de que unos los tratan de modo directo y otros prefieren la oblicuidad».

## Obras

### Narrativa
- Visión memorable (1987)
- La Cueva de Altamira (1992)
- De fantasmas y destierros (2003)
- Un fantasma portugués (2004)
- Viviana y otras historias del cuerpo (2006)
- Viudos, sirenas y libertinos (2008)
- El hijo y la zorra (2010)
- Julieta en su castillo (2012)
- Retrato de un caballero (2015)
- Llévame esta noche (2020)
- Ante el jurado (2022)
- Nebraska (2023)

### Ensayos y crítica literaria
- El pozo de las palabras (1990)
- Poéticas del ensayo venezolano del siglo XX (1996)
- Los géneros literarios en Hispanoamérica (1999)
- Horas de crítica (2002)
- La realidad y el valor estético: configuraciones del poder en el ensayo hispanoamericano (2009)
- El desengaño de la modernidad: cultura y literatura venezolana en los albores del siglo XXI (2017)